# Castéra-Lou
Castéra-Lou è un comune francese di 204 abitanti situato nel dipartimento degli Alti Pirenei nella regione dell'Occitania.

## Società

### Evoluzione demografica
Abitanti censiti